# Paul Verhoeven
Paul Verhoeven, född 18 juli 1938 i Amsterdam, är en nederländsk filmregissör som även verkar i Hollywood.
Verhoeven dominerade Nederländernas filmhistoria under 1970-talet. De fem filmer han gjorde under decenniet – Wat zien ik? (1971), Turks Fruit (1973, efter en roman av Jan Wolkers) , Keetje Tippel (1975), Soldaat van Oranje (1977) och Spetters (1980) – blev alla framgångsrika på biograferna; de tillhör fortfarande de tjugo mest sedda filmerna i Nederländerna. Turks Fruit och Soldaat van Oranje slog även internationellt och tog Verhoeven till Hollywood.

## Filmografi (urval)
- 1987 – Robocop
- 1990 – Total Recall
- 1992 – Basic Instinct - iskallt begär
- 1997 – Starship Troopers
- 2000 – Hollow Man
- 2006 – Zwartboek
- 2016 – Elle